# Port lliure de Ventspils

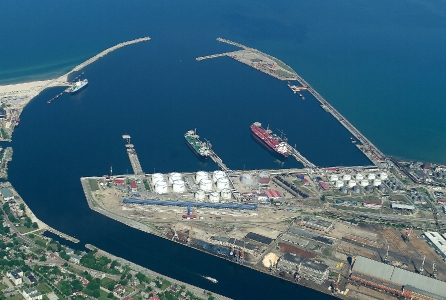
El Port de Ventspils és el més actiu als estats bàltics.

El Port lliure de Ventspils és un port situat en la costa oriental de la mar Bàltica, en la part occidental de Letònia.

## Història
El port va ser esmentat per primera vegada a les cròniques històriques de 1263. Durant el segle xvii va viure un ràpid creixement i desenvolupament dinàmic, amb més de 135 vaixells construïts en les drassanes de Ventspils i venuts a països d'Europa durant el mandat del duc de Curlàndia i Semigàlia Jacob Kettler. Ventspils era un membre important de la Lliga Hanseàtica.
El pròxim període de creixement va ser al final del segle xix, quan com a part de l'Imperi Rus el port de Ventspils va ser el primer port de la mar Bàltica en ser connectat amb ferrocarril cap a l'interior de Rússia, a les ciutats de Moscou i Rybinsk. Durant l'imperi de la Unió Soviètica el port de Ventspils va evolucionar com un centre molt important per al transport del petroli i els seus derivats i va ser vinculat als camps russos de petroli pel mig d'oleoductes. Més tard, van ser construïdes unes de les terminals més grans del món per al transport de productes químics líquids, amoníac i sal de potassi.
Avui dia el Port lliure de Ventspils és un port d'aigües profundes, lliure de gel durant tot l'any. D'acord amb el volum de negocis de càrrega és el port més gran, i un dels principals ports de la mar Bàltica, i es troba entre els 20 principals ports europeus. El 1998 l'aprofundiment del port va ser acabat i va assegurar el màxim de 17,5 m a la zona de granels líquids, la qual cosa permet l'entrada dels vaixells més grans de la mar Bàltica - Aframax vaixells cisterna de grossària amb el màxim de 130.000 tones de tonatge de pes mort. L'àrea a granel i càrrega general seca es va aprofundir a 15,5 m permetent terminals per donar cabuda a vaixells] del tipus Panamax de fins a 75.000 DWT/tonatge de pes mort.
Des de l'any 1997 el Port de Ventspils té un port lliure o estat de la zona econòmica especial, que permet a les empreses situades al territori de port adquirir incentius fiscals, creant així condicions favorables per a les inversions.